# Thorpe Park
Thorpe Park er en forlystelsespark ca. 32 kilometer sydvest for det centrale London, England.
Forlystelsesparken blev bygget i 1979, hvor der tidligere var en grusgrav, som blev delvist oversvømmet med intentionen om at skabe et vandbaseret tema for parken. Parkens første rutsjebane, Colossus, blev tilføjet i 2002. The Tussauds Group, som havde købt parken i 1998, solgte i 2007 parken til Merlin Entertainments, som nu administrerer parken på en lejekontrakt af ejeren Nick Leslau.

## Ekstern kilde/henvisning
- Thorpe Parks officielle hjemmeside

51°24′13″N 00°30′52″V / 51.40361°N 0.51444°V